# دگت (کالیفرنیا)
دگت (به انگلیسی: Daggett) یک منطقهٔ مسکونی در ایالات متحده آمریکا است که در شهرستان سن برناردینو، کالیفرنیا واقع شده‌است. دگت ۲۰۰ نفر جمعیت دارد.